# Le Quotidien illustré
Pour les articles homonymes, voir Le Quotidien.
Le Quotidien illustré est un journal quotidien illustré français publié entre 1894 et 1895.

## Histoire
Lancé un an après le Petit Bleu de Bruxelles, Le Quotidien illustré était l'un des premiers journaux quotidiens illustrés français. Ses illustrations en couleur étaient produites à partir d'un procédé mis au point par André Castelin. Ses locaux étaient situés au no 4 de la rue du Faubourg-Montmartre.
Il a été fondé par Guillaume Sabatier (d), copropriétaire du journal L'Éclair. Une première tentative avait eu lieu quelques mois auparavant, avec L'Actualité, dont Sabattier avait confié la direction à l'ancien rédacteur en chef de L'Éclair, Maurice Denécheau.
Coûteux à produire, le nouveau journal n'a pas réussi à se constituer un lectorat suffisant. Si L'Actualité n'a duré que trois mois, le Quotidien illustré a également eu une existence assez brève, entre son premier numéro, daté du 11 décembre 1894, et le dernier, daté du 15 juillet suivant.

## Collaborateurs
- Maurice Barrès[5]
- Bertol-Graivil[5]
- Maurice Charlot[5]
- Maurice Denécheau[5]
- Dorine[5]
- Georges Duval[5]
- Émile Goudeau[5]
- Louis de Gramont[5]
- Clovis Hugues[5]
- Henri-Gabriel Ibels[5]
- Gaston Jollivet[5]
- Moloch[5]
- Adrien Papillaud[5]
- Pépin[5]
- Georges Street (en)[5]
- Georges Thiébaud[5]
- Amédée Vignola[5]
- Léon Xanrof[5]